# Aphilopota occidentalis
Aphilopota occidentalis är en fjärilsart som beskrevs av Pierre E.L. Viette 1973. Aphilopota occidentalis ingår i släktet Aphilopota och familjen mätare. Inga underarter finns listade i Catalogue of Life.